# Placówka Straży Celnej „Wilamów”

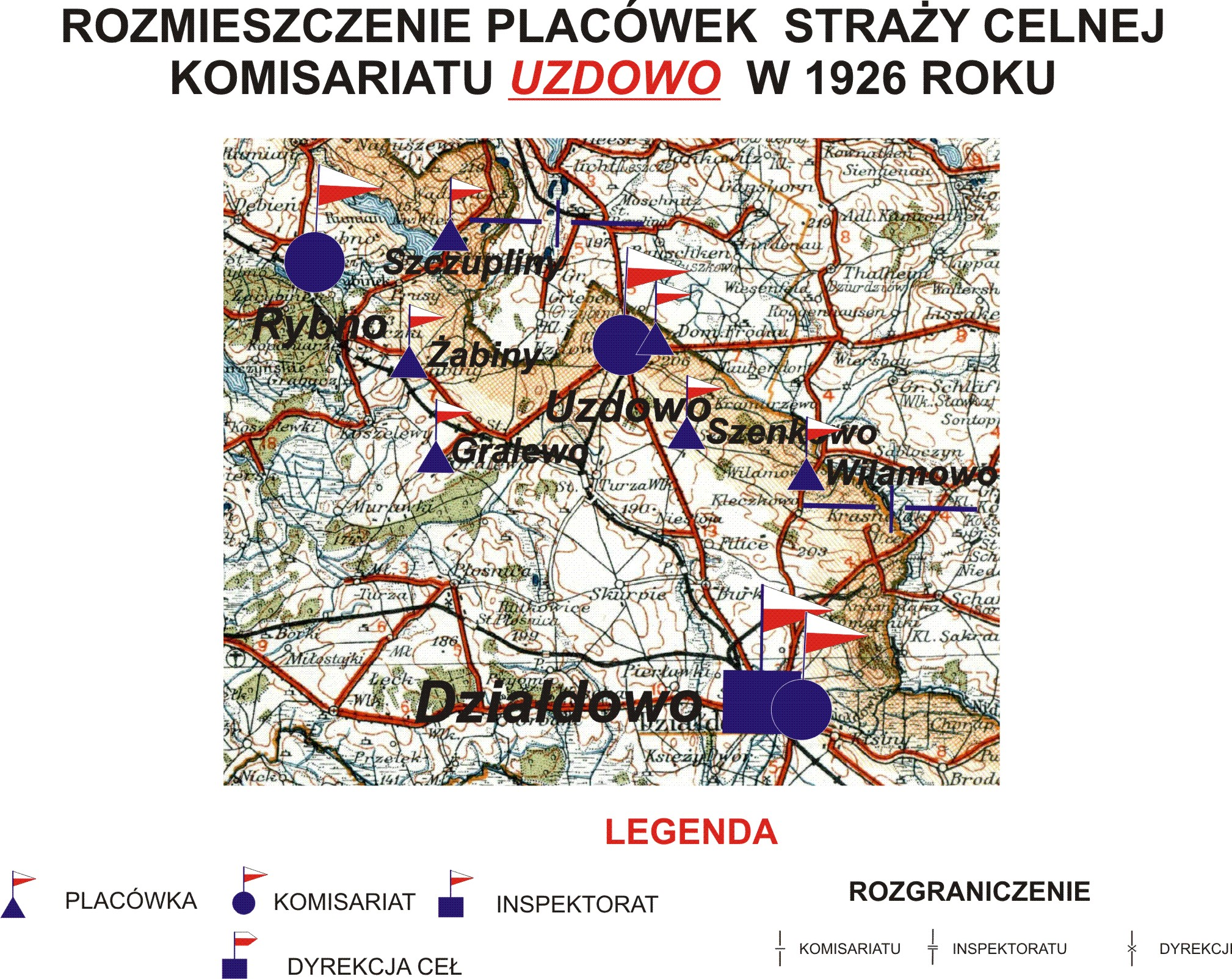
Rozmieszczenie placówek SC komisariatu "Uzdowo" w 1926 roku

Placówka Straży Celnej „Wilamów” – jednostka organizacyjna Straży Celnej pełniąca w okresie międzywojennym służbę ochronną na granicy polsko-niemieckiej.

## Formowanie i zmiany organizacyjne
Na wniosek Ministerstwa Skarbu, uchwałą z 10 marca 1920 roku, powołano do życia Straż Celną. Jednostki Straży Celnej rozpoczęły przejmowanie odcinków granicy od pododdziałów Batalionów Celnych. W 1921 roku w Działdowie stacjonował sztab 3 kompanii 13 batalionu celnego. Kompania wystawiała między innymi placówkę w Wilamowie. Proces tworzenia Straży Celnej trwał do końca 1922 roku. Placówka Straży Celnej „Wilamów” weszła w podporządkowanie komisariatu Straży Celnej „Uzdowo” z Inspektoratu SC „Działdowo”.
W drugiej połowie 1927 roku przystąpiono do gruntownej reorganizacji Straży Celnej. W praktyce skutkowało to rozwiązaniem tej formacji granicznej. Ochronę północnej, zachodniej i południowej granicy państwa przejęła powołana z dniem 2 kwietnia 1928 roku Straż Graniczna.
Rozkazem nr 1 z 12 marca 1928 roku w sprawach organizacji Mazowieckiego Inspektoratu Okręgowego Naczelny Inspektor Straży Celnej gen. bryg. Stefan Pasławski powołał komisariat Straży Granicznej „Działdowo”, a rozkazem nr 9 z 18 października 1929 roku w sprawie reorganizacji Mazowieckiego Inspektoratu Okręgowego komendant Straży Granicznej płk Jan Jur-Gorzechowski ustanowił placówka Straży Granicznej I linii „Wilamowo”.

## Służba graniczna
Sąsiednie placówki
- placówka Straży Celnej „Krasnołąka” ⇔ placówka Straży Celnej „Sękowo” − 1926[10][11]

## Funkcjonariusze placówki
Kierownicy placówki
| stopień          | imię i nazwisko, numer | okres pełnienia służby | kolejne stanowisko |
| ---------------- | ---------------------- | ---------------------- | ------------------ |
| starszy strażnik | Ludwik Maik (2554)     | był w 1926             |                    |

Obsada personalna placówki w 1926:
- starszy strażnik Ludwik Maik (2554)
- strażnik Stanisław Kraszkiewicz (2447)
- strażnik Szczepan Kaczmarek (2527)
- strażnik Jan Kęsy (2413)
- strażnik Wincenty Świnka (2696)
- strażnik Józef Ruciński (3042)